# Bolimów
Bolimów è un comune rurale polacco del distretto di Skierniewice, nel voivodato di Łódź, situato sul fiume Rawka.
Ricopre una superficie di 112,21 km² e nel 2004 contava 4 035 abitanti.